# Pierre Daninos
Pierre Daninos (ur. 26 maja 1913 w Paryżu, zm. 7 stycznia 2005 tamże) – francuski pisarz i dziennikarz.

## Życiorys
Był przede wszystkim autorem humorystycznego cyklu o przywarach narodowych Anglików i Francuzów, połączonego osobą bohatera – majora Thompsona, uosobienia brytyjskości. Pierwsza książka, Notatnik majora W. Marmaduke'a Thompsona, ukazała się początkowo na łamach "Le Figaro" w 1954 i zyskała wielką popularność; została przetłumaczona na 27 języków, po polsku ukazała się w 1959. Autor przekazał swoje obserwacje, których dokonał służąc jako oficer francuski przy armii brytyjskiej w czasie II wojny światowej.
Zasiadał w jury konkursu głównego na 12. MFF w Cannes (1959). 
Jego brat Jean (1906–2001) był konstruktorem luksusowych samochodów Facel Vega.